# Pierre Noël Violet
Pierre Noël Violet est un peintre miniaturiste et graveur français, né le 25 décembre 1749 et mort le 9 décembre 1819 à Londres.
Il a été peintre miniaturiste du roi Louis XVI.

## Biographie
Pierre Noël Violet a été le fils d’un rôtisseur parisien et fut l'élève de l’Académie royale de peinture et de sculpture en 1758, protégé par Carle van Loo,.
Il s'est marié en 1771 à Marguerite Bécret. Le poète nîmois Barthélemy Imbert (1747-1790) lui a dédié un quatrain dans le Mercure de France.
Par le Registre de l'Académie de Peinture et de Sculpture de Lille du 1er juillet et du 23 août 1782 on apprend que le « peintre en migniature » Pierre-Noël Violet y a été agrégé puis reçu académicien. Il a exécuté son morceau de réception, une miniature de Louis XVI et sept autres portraits, devant Watteau de Lille. D'ailleurs, en 1782, il expose des miniatures et un portrait sur toile au Salon de Lille où il est dit « agrégé à l'Académie des Arts de Lille ».
Il se disait professeur de dessin des élèves d'une école du génie, de l'artillerie et de la marine. Probablement une des nombreuses écoles privées qui existaient en France.
À Paris, il participe au Salon de 1785 où il est remarqué. L'abbé François-Laurent de Bonnefoy de Bonyon lui dédie une poésie de 36 vers dans la brochure Minos au Sallon ou la Gazette Infernale.
Il habitait rue de la Chaussée-d'Antin, à Paris, en face de l'hôtel de Montesson,. Il était lié à un groupe de lettrés qui comprenait Barthélemy Imbert, l'abbé François-Laurent de Bonnefoy de Bonyon, Jean-Charles Le Vacher de Charnois et Louis Abel Beffroy de Reigny dit « le cousin Jacques » dont il a fait un portrait.
En 1788, il fait paraître un Traité élémentaire sur l'art de peindre en miniature qui a un certain succès. Il lui donne un Supplément la même année. Il a été traduit en allemand en 1793.
Il est membre du Comité du district de Saint-Roch en juillet 1789, mais il démissionne dix jours plus tard, le 22 juillet, et émigre à Londres en 1790.
Il a rencontré à Londres le graveur Francesco Bartolozzi dont il a fait le portrait en miniature en 1794. Il en a été un dessinateur attitré. Il lui a ouvert les portes des expositions de la Royal Academy. Entre 1791 et 1819, il y a exposé 114 miniatures, dessins et aquarelles.
Il a fourni de nombreux dessins aux graveurs et éditeurs actifs à Londres.
On peut trouver des miniatures de sa main à Paris au musée du Louvre, au Victoria and Albert Museum à Londres, à la Walters Art Gallery, à Baltimore, à l'Albertina à Vienne et dans les collections royales britanniques.

## Famille
De son mariage avec Marguerite Bécret, il avait eu un fils, Dominique, mort avant 1790, et deux filles :
- Marie, qui a épousé un officier de marine anglais, James Brook Pulham ;
- Cécile, mariée le 9 janvier 1815 à Westminster avec Louis-Ami Ferrière (Genève, 21 septembre 1792 - Fontainebleau, 2 octobre 1876, fils du peintre genevois François Ferrière (Genève, 11 juillet 1752, Morges, 25 décembre 1839)[8], et qui a été au ministère de la guerre britannique, puis vice-consul britannique à Tunis en 1847, puis au Brésil.
  - Emily Georgina Ferrière (1826-1896) s'est mariée à Paris, le 14 juin 1847, avec Hippolyte Alexandre Gabriel Walter Destailleur.

## Publication
Traité élémentaire sur l'art de peindre en miniature. Par le moyen duquel les Amateurs qui ont les premiers Principes du Dessin, peuvent atteindre à la perfection dans ce genre, sans le secours d'un Maître. Par M. Violet, Peintre en Miniature, & Membre de l'Académie de Lille en Flandres, Paris, Chez Guillot, Libraire de Monsieur Frère du Roi, 1788.